# Aprilia NA 850 Mana
La NA 850 Mana est une moto, produite par la marque italienne Aprilia.
Elle a été présentée au salon EICMA de Milan en 2006, en même temps que la SL 750 Shiver. Sa commercialisation a commencé en décembre 2007.
Le moteur est d'origine Aprilia. D'une cylindrée de 850 cm3, il développe 76 ch et offre un couple de 7,45 mkg. C'est un bicylindre en V à 90° quatre temps, 4 soupapes par cylindre, simple arbres à cames en tête.
La particularité de ce modèle est de proposer une boîte de vitesses robotisée permettant de passer en mode séquentiel (on a alors accès à sept rapports avec une commande au pied ou au guidon), ou en mode complètement automatique avec trois profils de conduite (pluie, route et sport). Ce système peut être comparé au « variomatic » des voitures Daf ou plus récemment au système « multitronic » des Audi. Prise en main par diverses revues et sites Internet, elle a même été qualifiée de « Révolutionnaire » par un essayeur.
Le réservoir d'essence étant placé sous la selle passager, l'espace habituellement réservé au carburant est avantageusement remplacé par un coffre, à ouverture électrique, permettant de contenir un casque intégral.
Les coloris disponibles sont :
- 2007 : 
  - Rouge « Passion Red »
  - Gris « Lead gray »
  - Bleu « Couture Blue »
  - Noir « Competition Black »